# تشارلز كانون
تشارلز كانون هو محامي وسياسي كندي، ولد في 11 سبتمبر 1905 بمدينة كيبك في كندا، وتوفي في 23 سبتمبر 1976. حزبياً، نشط في الحزب الليبرالي الكندي. وقد انتخب عضو مجلس العموم الكندي.